# Prionus emarginatus
Prionus emarginatus là một loài bọ cánh cứng trong họ Cerambycidae.